# Benevides
Benevides est une municipalité brésilienne située dans l'État du Pará.